# Hymenomima canidentata
Hymenomima canidentata là một loài bướm đêm trong họ Geometridae.